# بارفیکس

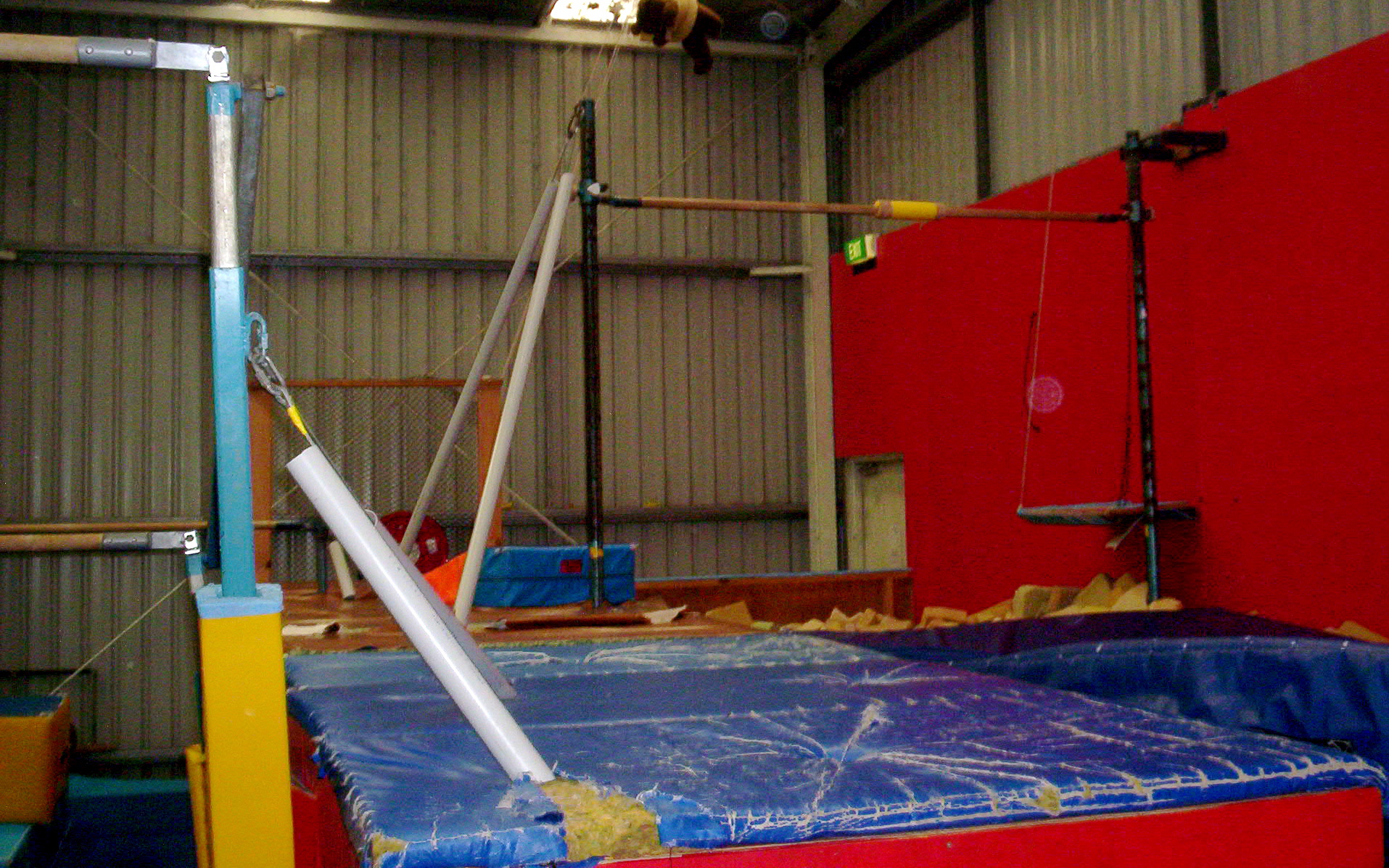
بارفیکس.

بارفیکس (به فرانسوی:barre fixe) و (به انگلیسی: Horizontal bar) یکی از ابزارهای ورزش ژیمناستیک هنری است. بارفیکس یک میله افقی است که از فلز (بیشتر فولاد) ساخته می‌شود. در نوع خانگی بارفیکس، معمولاً میله آهنی بارفیکس در چهارچوب در فیکس می‌شود و برای تمرین‌های ساده در خانه به کار می‌رود.

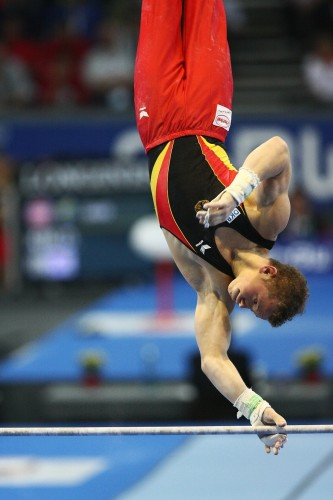

این ابزار توسط مردان و زنان ژیمناستیک‌کار بکار می‌رود.

## فواید
بارفیکس تأثیر مثبت و ارزشمندی بر سلامت شما دارند. انجام صحیح بارفیکس، به‌طور مؤثر علائم شانه‌درد، کمردرد و خستگی گردن را تسکین می‌دهد. علاوه‌بر این با تمرینات قدرتی (از جمله بارفیکس) خطر بیماری‌هایی مانند نقرس، دیابت یا کلسترول بالا به میزان قابل توجهی کاهش می‌یابد.
تمرین منظم کششی برای ریه‌ها و قلب شما مفید است. به ویژه ظرفیت ریه‌ها را افزایش می‌دهد، ضربان قلب را تنظیم می‌کند و خطر سکته مغزی را همراه با بیماری‌های قلبی عروقی کاهش می‌دهد.

## نگارخانه

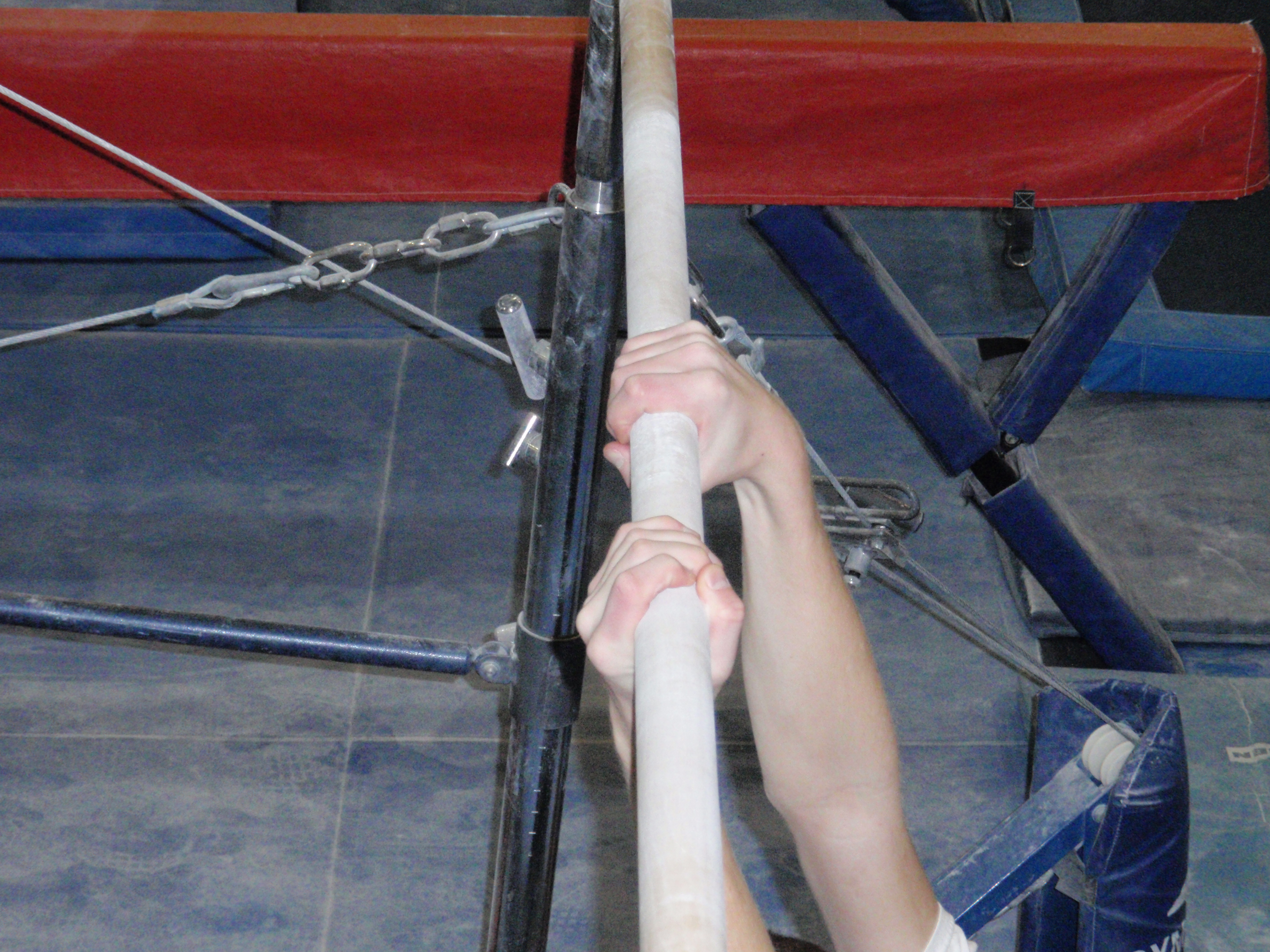
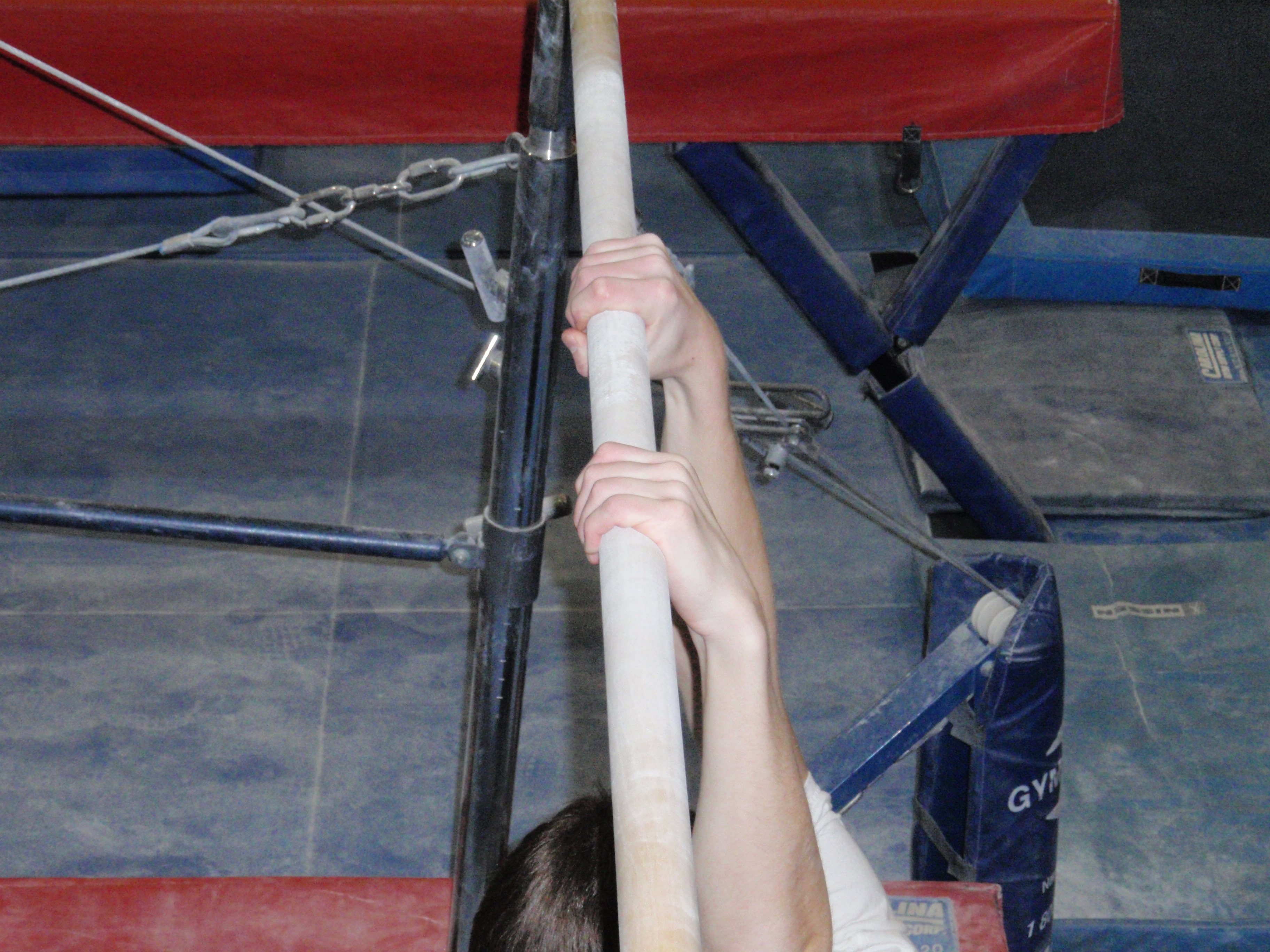